# Antastulu (película de 1965)
Antastulu (traducida como "Clases") es una película dramática en telugu de 1965 producida por VB Rajendra Prasad y dirigida por V. Madhusudhana Rao. La cinta cuenta con las actuaciones principales de Akkineni Nageswara Rao, Bhanumathi Ramakrishna y Krishna Kumari, y la música fue compuesta por KV Mahadevan. En reconocimiento a su calidad, la película recibió el Premio Nacional de Cine a la Mejor Película en Telugu en 1965, así como también dos premios Nandi.

## Trama
Zamindar Raja Jaganatha Rao es un hombre adinerado y está fuertemente enfocado en la disciplina. No muestra preferencia ni entre su familia ni entre sus empleados; si alguien se atreve a infringir las reglas, aplica castigos severos. Su esposa, Roopa Devi, y su hijo mayor, Raghu, están de acuerdo con esta rigidez, mientras que su hijo menor, Chinnababu, considera estas reglas como excesivas e incómodas. A pesar de las advertencias repetidas de Jaganatha Rao, Chinnababu no toma en cuenta sus consejos y, como resultado, Jaganatha Rao, en un ataque de furia, intenta disciplinarlo, lo que lamentablemente resulta en la muerte de Chinnababu debido a la conmoción.
Este trágico incidente provoca la ira de Raghu, quien decide alejarse de su padre y del hogar familiar. En un intento por enmendar la situación, Jaganatha Rao le otorga a Raghu una gran suma de dinero y le pide que experimente una vida de riqueza y comprenda la verdadera naturaleza de la vida.
Sin embargo, lamentablemente, Raghu cae bajo la influencia de una figura malévola llamada Naagu, quien lo transforma en un individuo malcriado y consentido. Con el tiempo, Raghu intenta seducir a una joven llamada Mala, pero al reconocer su virtud, experimenta un cambio de corazón y se libera de la influencia de Naagu. Mientras tanto, en el palacio, Jaganatha Rao comienza a sufrir un colapso mental debido a su pasado atormentador.
Cuando Raghu se entera de la deteriorada salud mental de su padre, regresa a su hogar. Antes de su fallecimiento, Jaganatha Rao confiesa un pecado del pasado: engañó a una joven pobre llamada Raaji. De su relación nació una hija, Rani, quien actualmente vive como bailarina callejera. Jaganatha Rao revela su deseo de que Rani sea tratada como heredera, aunque sin un reconocimiento oficial, con el fin de preservar la honorabilidad de la familia. Raghu logra persuadir a Rani y la lleva de regreso a la casa, a pesar de la marcada desaprobación de su madre, Roopa Devi.
En un punto crucial, Rani descubre la verdad sobre su origen y siente el deseo de reclamar su identidad legítima. A partir de ese momento, comienza a perturbar el ambiente de la casa debido a su angustia interior. Roopa Devi toma la decisión de expulsar a Rani de la casa, pero Raghu no puede cumplir con esa orden. Él toma partido por Rani y, cuando Mala aparece de manera inesperada, comienza a sospechar de la relación entre ambos. Sin embargo, con el tiempo, Mala llega a entender la rectitud de las acciones de Raghu y su genuino afecto por Rani. A pesar de ello, Rani persiste en su desafío y continúa causándole sufrimiento a Raghu. Llega un punto en que ella elige a Naagu como su aliado y finge un compromiso con él, poniendo a prueba la determinación de Raghu. Sin embargo, Raghu se mantiene firme en su posición.
Por otro lado, los planes malévolos de Naagu se vuelven más complicados y Rani se esfuerza por frustrar sus maquinaciones. En un giro de los acontecimientos, Naagu, enfurecido, revela el secreto detrás del nacimiento de Rani. Este momento revelador lleva a un cambio de perspectiva en Roopa Devi, quien finalmente se da cuenta de su error y acepta a Rani como su legítima hija. En última instancia, después de superar diversos desafíos, Raghu elige casarse con Mala. Los planes engañosos de Naagu son desbaratados y Rani, finalmente reconocida por su familia, encuentra su lugar en el hogar y en el corazón de todos.

## Elenco
- Bhanumathi Ramakrishna como Rani
- Akkineni Nageshwara Rao como Raghu
- Krishna Kumari como Mala
- Jaggayya como Nagu
- Gummadi como Raja Jagannatha Rao
- Relangi como Chitti
- Ramana Reddy como Potti
- Raja Babu como Basavaiah
- Nellore Kantha Rao como Jogulu
- Nagaraju como Chinnababu
- G. Varalakshmi como Roopa Devi
- L. Vijayalakshmi como número musical especial
- Jhansi como Raji

## Equipo
- Arte: GV Subba Rao
- Coreografía: Heeralal, KS Reddy
- Diálogos: Acharya Aatreya
- Letras: Acharya Aatreya, Arudra, Kosaraju
- Reproducción: Ghantasala, P. Susheela, Bhanumathi Ramakrishna, Madhavapeddi Satyam
- Música: KV Mahadevan
- Trama: Javar Seetharaman
- Montaje: Satyam
- Fotografía: C. Nageswara Rao
- Productor: VB Rajendra Prasad
- Guión - Director: V. Madhusudan Rao
- Banner: Imágenes de arte de Jagapathi
- Fecha de lanzamiento: 27 de mayo de 1965

## Banda sonora
La música fue creada por KV Mahadevan y el lanzamiento musical estuvo a cargo de la compañía discográfica Audio Company.
| S. No. | Título de la canción        | Letra           | Cantantes                       | Duración |
| ------ | --------------------------- | --------------- | ------------------------------- | -------- |
| 1      | "Tella Cheera Kattukunnadi" | Acharya Aatreya | Ghantasala, P.Susheela          | 4:20     |
| 2      | "Dulapara Bulloda"          | Kosaraju        | Bhanumati Ramakrishna           | 4:56     |
| 3      | "Maikamlo Unnanu"           | arudra          | Ghantasala                      | 3:10     |
| 4      | "Ninu Veedani Needanu Nenu" | Acharya Aatreya | P. Susheela                     | 5:28     |
| 5      | "Nuvvante Naakenduko"       | Acharya Aatreya | Ghantasala, P.Susheela          | 4:27     |
| 6      | "Aa Devudu Manishiga"       | Kosaraju        | Madhavapeddi Satyam, Pithapuram | 3:49     |
| 7      | "Vinara Visanna"            | arudra          | Bhanumati Ramakrishna           | 3:18     |
| 8      | "Devi Nee Karuna"           | Acharya Aatreya | Ghantasala                      | 1:05     |
| 9      | "Paikamto Konalenidi"       | arudra          | P. Susheela                     | 1:56     |

## Premios
Premios Nandi - 1965